# Synagoge der Rue Notre-Dame-de-Nazareth

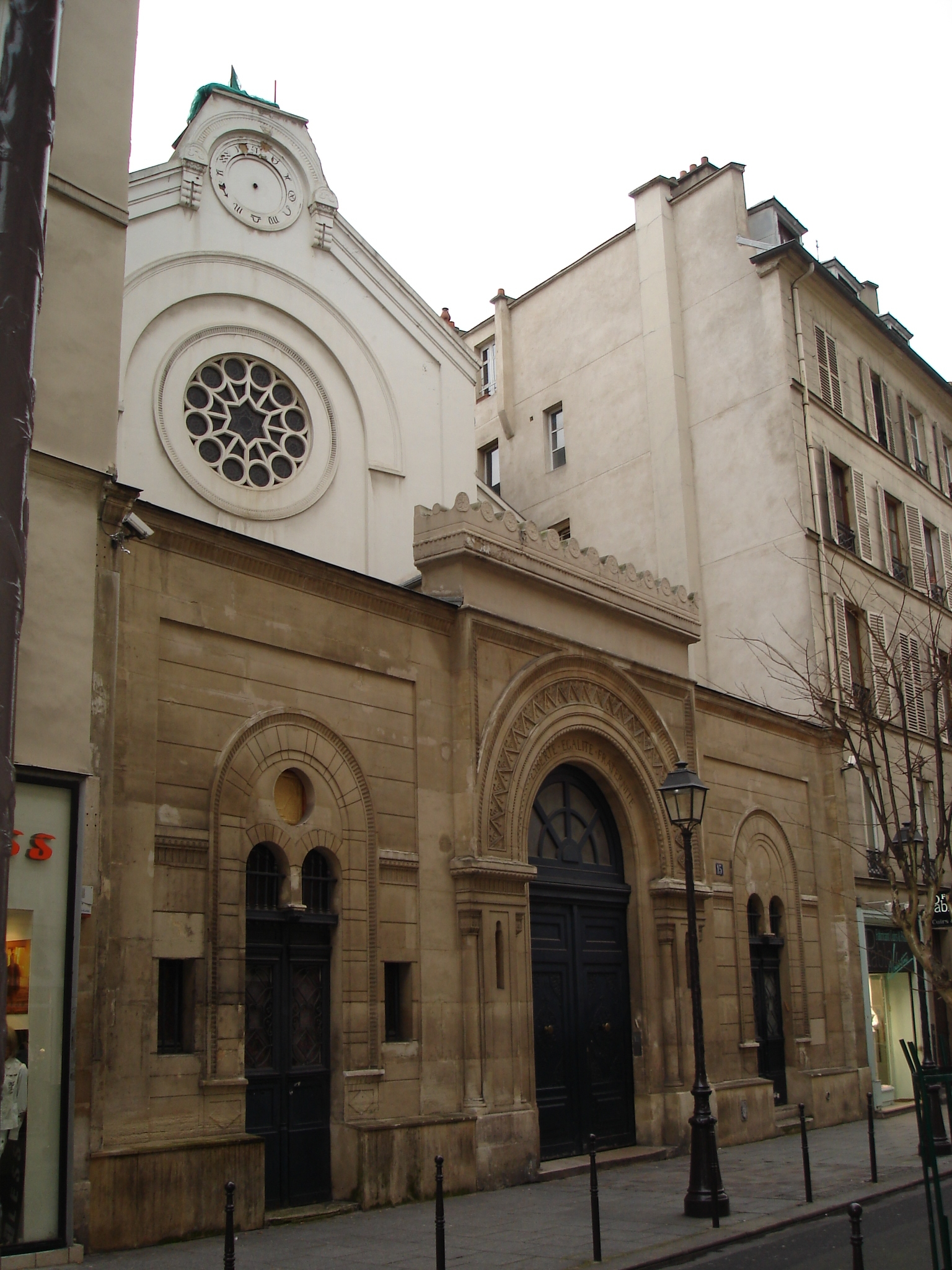
Fassade zur Rue Notre-Dame-de-Nazareth

Die Synagoge der Rue Notre-Dame-de-Nazareth ist die älteste noch erhaltene Synagoge von Paris. Sie wurde 1852 eingeweiht und 1986 zum Monument historique (Kulturdenkmal) erklärt. Sie befindet sich in der Rue Notre-Dame-de-Nazareth Nr. 15 im 3. Arrondissement. Die nächste Métrostation ist Temple der Linie 3.

## Geschichte
Bereits im Jahr 1810 besaßen die aschkenasischen Pariser Juden,  zwei Synagogen. Eine befand sich in der Rue du Temple und die andere in der Rue des Archives, beide im Maraisviertel, in dem sich im 18. Jahrhundert eine größere Zahl Juden angesiedelt hatten. 1819 erwarb die jüdische Gemeinde ein zwischen den Straßenzügen Rue du Vertbois und Rue Notre-Dame-de-Nazareth gelegenes Grundstück und bekam vom französischen König Ludwig XVIII. die Erlaubnis, dort eine Synagoge zu errichten. Mit dem Bau wurde der Architekt Sandrié de Jouy beauftragt. Es war die erste Synagoge des 1808 unter Napoleon geschaffenen Konsistoriums von Paris. Hinter der Synagoge, zur heutigen Straße Rue Vertbois, befand sich die noch bescheidenere Synagoge der portugiesischen Juden. Beide Gebäude waren bereits 1840 baufällig geworden. 1850 wurden sie geschlossen und wenig später abgerissen. Die portugiesischen Juden errichteten 1851 eine neue Synagoge in der Rue Lamartine. 1852 wurde die Synagoge der Rue Notre-Dame-de-Nazareth eingeweiht, die nach den Plänen des Architekten Alexandre Thierry (1810–1890) gebaut worden war. Zunächst war sogar der Dresdner Architekt Gottfried Semper im Gespräch, der zu der Zeit in Paris im Exil lebte und bei dem Baron Jakob Rothschild einen Entwurf in Auftrag gegeben hatte. Bis zum Bau der Synagoge der Rue de la Victoire blieb die Synagoge der Rue Notre-Dame-de-Nazareth die Hauptsynagoge von Paris. Sie bot 1 200 Plätze und war für die sehr schnell auf 15 000 Mitglieder angewachsene jüdische Gemeinde schon bald zu klein geworden. Seit der großen Zuwanderung nordafrikanischer Juden im 20. Jahrhundert gehört die Synagoge dem sefardischen Ritus an.

## Architektur

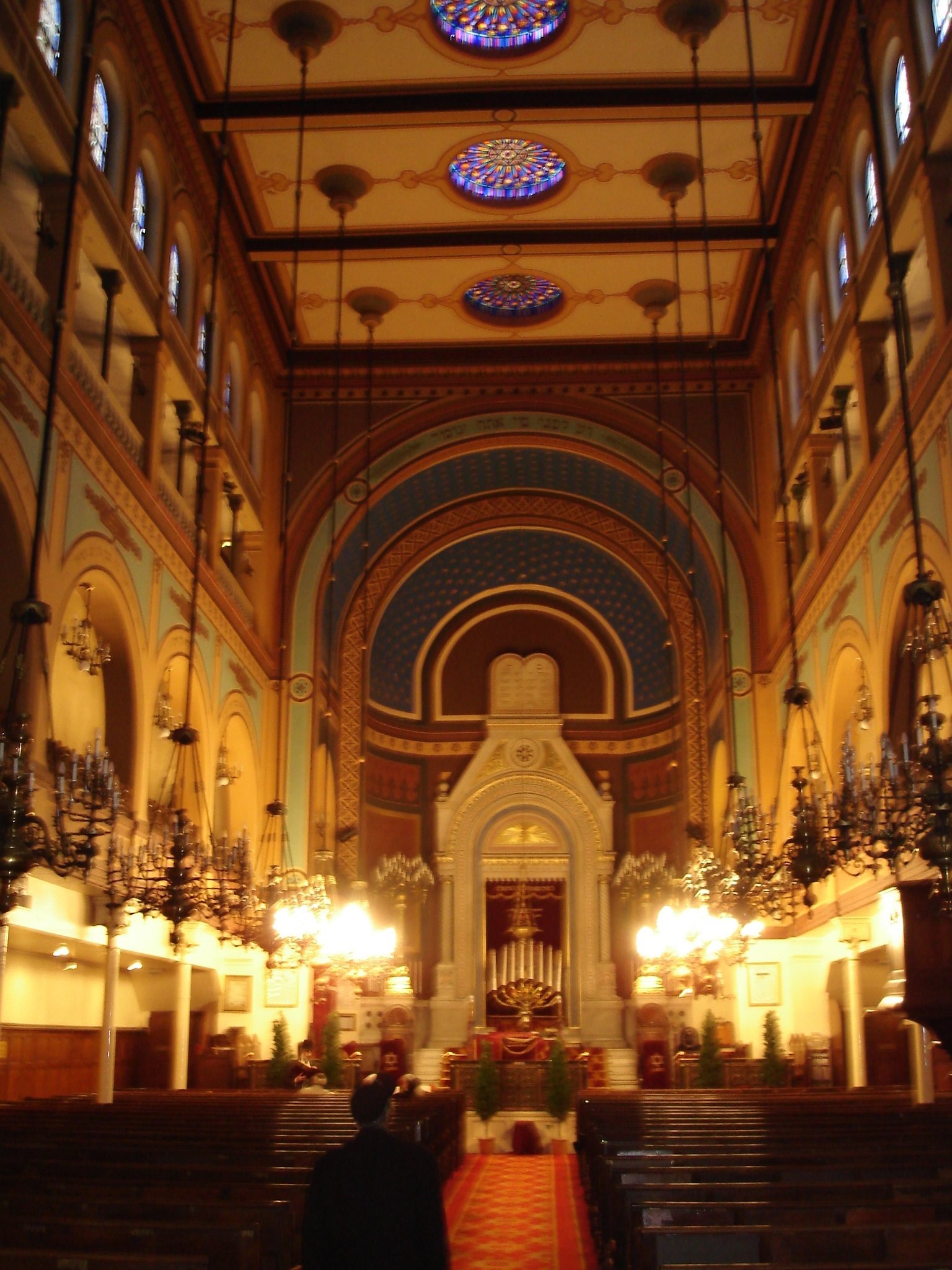
Der Toraschrein, Parochet, Ner Tamid und die Bima

Der Entwurf Thierrys sah eine platzsparende Eisenkonstruktion vor, eine Lösung, die für ein sakrales Bauwerk zunächst schockierend wirkte.

### Fassade
Die Synagoge ist von der Rue Notre-Dame-de-Nazareth durch eine mit drei Portalen durchbrochene Mauer abgetrennt. Über dem mittleren Portal ist der Wahlspruch der französischen Republik „Liberté, Égalité, Fraternité“ (Freiheit, Gleichheit, Brüderlichkeit) angebracht. Dahinter schließt sich ein heute überdachter Innenhof an. Die Fassade der Synagoge ist von einer Rosette mit Davidstern durchbrochen. Auf dem Giebel sind die Gesetzestafeln angebracht und darunter eine Uhr, bei der die Zahlen durch die Symbole der Tierkreiszeichen ersetzt sind. In den sechseckigen Ecktürmen auf beiden Seiten der Fassade führen Treppen zu den zwei Etagen der Frauenemporen.

### Innenraum

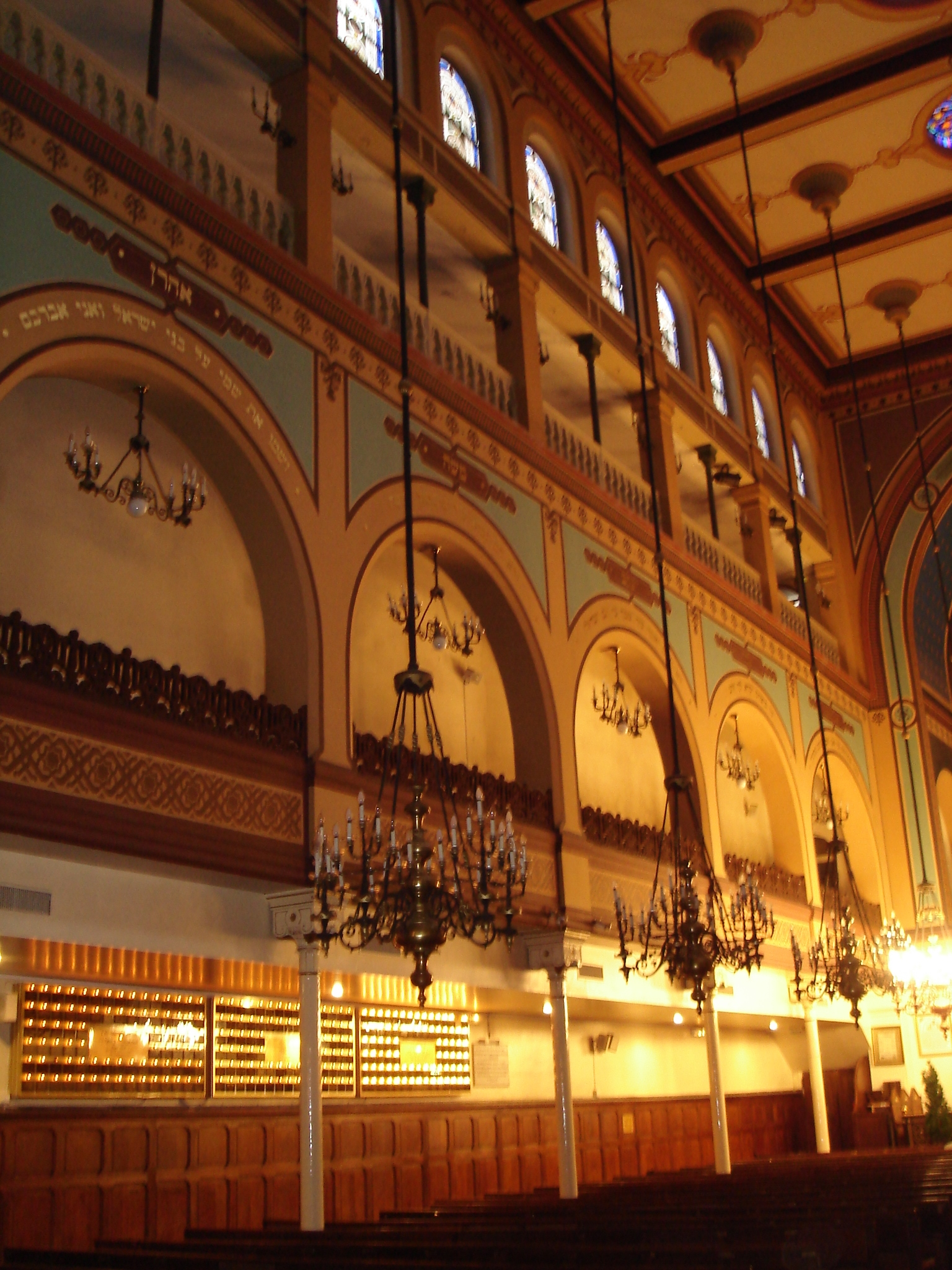
Frauenempore

Zwei Reihen von sechs Arkaden, die von schmalen Säulen aus Gusseisen getragen werden, öffnen die Emporen zum Mittelschiff. Wie die zwölf Obergadenfenster sollen sie die Zwölf Stämme Israels symbolisieren. Anlehnungen an die romanische Architektur sind die gewundenen Säulen mit ihren verzierten Kämpferkapitellen. Decke und Wände sind bemalt und mit Symbolen und biblischen Namen in hebräischen Schriftzeichen versehen. Der Chor ist vier Stufen erhöht und durch ein vergoldetes Gitter abgetrennt.

## Ausstattung
Die Bima, die von den sefardischen Juden als Tevah bezeichnet wird, befindet sich in der Mitte des Chores und nicht, wie in den orthodoxen Synagogen in der Mitte des Schiffes. Als Abschluss des Chores ruht auf neun Stufen der Toraschrein aus weißem Marmor. Auf einem Baldachin darüber sind die Gesetzestafeln angebracht.

## Orgel
Die Synagoge besitzt eine Orgel, was in orthodoxen Synagogen nicht gestattet ist. Das Instrument wurde Ende des 19. Jahrhunderts erbaut. Der Orgelbauer ist nicht bekannt. Die Orgel hat elf Register auf zwei Manualen und Pedal. Die Trakturen sind mechanisch.
| I Grand Orgue C–f3 |     |
| Bourdon            | 16′ |
| Montre             | 08′ |
| Bourdon            | 08′ |
| Prestant           | 04′ |
| Doublette          | 02′ |

| II Récit expressif C–f3 |    |
| Gambe                   | 8′ |
| Flûte harmonique 0      | 8′ |
| Trompette               | 8′ |
| Clairon                 | 4′ |

| Pédale C–f1 |     |
| Soubasse 0  | 16′ |
| Flûte       | 08′ |

- Koppeln: II/I, I/P, II/P